# Omoyemi Akerele
Omoyemi Akerele (née le 13 mai 1978 à Lagos) est une directrice artistique et une entrepreneuse nigériane.
Elle est la fondatrice de Style House Files, une agence de développement et de conseil en image, qui se concentre principalement sur l'Industrie de la Mode au Nigeria et l'Afrique plus généralement. Elle a également créée en 2011 le Lagos Fashion & Design Week, un événement de mode annuel. 

## Biographie

### Enfance et formation
Née dans les années 1970, elle mène initialement des études en droit à l'université de Lagos.
Elle poursuit à l'université de Warwick où elle obtient en 2002 un master en droit économique international.

### Début de sa vie professionnelle dans le droit
Elle travaille ensuite pour Olaniwun Ajayi & Co, un cabinet d'avocat nigérian, de 2000 à 2003. Puis elle s'oriente vers le stylisme en mode. 
En 2005, elle est certifiée en tant que consultant en image à l’école Aston-Hayes.
De février 2005 à avril 2010, elle est assistante styliste, puis rédactrice et enfin rédactrice en chef, d'un magazine sur le style de vie intitulé True Love,.

### Fondation de son agence
Elle fonde une agence de développement et de conseil en image, Style House Files, en juin 2008, et travaille à partir de mi-2009 sur le lancement d'un événement annuel consacré à la mode africaine, le  Lagos Fashion & Design Week, la première édition se produisant en 2011,,,. À travers son agence Style House Files, elle s'emploie également à mettre en valeur les marques africaines, qu'elle fait accéder à Pitti Immagine (en) en Italie et au rendez-vous annuel de la mode qu'elle a créé dans son pays natal, à Lagos,,.